# 존 블리스
존 블리스(John Bliss, 1930년 10월 8일 ~ 2008년 2월 28일)는 미국의 배우, 연극 배우, 텔레비전 배우이다.
피오리아에서 태어났으며 글렌데일에서 사망하였다. 사인은 대동맥류이다.

## 영화
- 아이오와 (2005년)
- 더 씽 위드 투 헤즈 (1972년)